# 48 M
A 48 M a FÉG 1940-es évek második felében tervezett és gyártott tömegzáras pisztolya, melyet a rendőrségnél rendszeresítettek. Gyári típusjelzése BR1.
A FÉG (abban az időben Lámpagyár, vagy Lampart) 1946-ban kezdte el a kifejlesztését a rendőrség igényeinek megfelelően. A pisztoly konstruktőre Elődy Lajos volt, mellette segédszerkesztőként Kameniczky József vett részt a tervezőmunkában. A konstrukció alapja a német Walther PP, illetve PPK rendőrségi pisztoly volt. A rendőrség 1948-ban rendszeresítette, kizárólag a belügyi szerveknél használták. Gyártása 1950-ig tartott, addig a teljes megrendelt mennyiséget leszállította a Lampart.
Egyiptomi megrendelésre dolgozták ki 1957-ben a Lampartnál a pisztoly 9 mm Browning űrméretű változatát. Ezt a típust Walam (Walther-Lampart) néven gyártották (gyári jelzése BR2), a 48 M-től eltérően Browning Short lőszert tüzelt.
A 48 M szerkezeti kialakításában nagyrészt megegyezik a Walther PP-vel, de annál kissé hosszabb. A német pisztolytól eltérően a 48 M töltöttség-jelzőt kapott. Ez a szán bal oldalán elhelyezett kis fémtüske, amely töltött fegyvernél kiemelkedik a szán síkjából. A Walam változatnál a Kameniczky József által tervezett üzembiztosabb ütőszeget és biztosítót alkalmazták. Gyakorló lövészethez egy 5,5 mm-es betétcsövet is gyártottak, így az olcsóbb 0.22-es Long Rifle tölténnyel is használható volt.